# Ганзейський хрест
Ганзейський Хрест (нім. Hanseatenkreuz) — німецька військова нагорода, хрест, що існував у трьох ганзейських містах Бремена, Гамбурга та Любека, які були державами — членами Німецької імперії під час Першої світової війни. Кожне місто-держава, створила свою власну версію хреста, але дизайн і критерії присудження були однакові для кожного з них.

## Історія
Ганзейский хрест був заснований відповідно до спільної угоди сенатів (урядів) із трьох міст, кожний з сенатів ратифікував нагороду в різні дні. Версія «Любека» була створена першою, 21 серпня 1915 року. Версія «Гамбурга» була наступною — 10 вересня і версія Бремена затверджена 14 вересня 1915. Хрест призначався для нагородження як військовослужбовців так й цивільних осіб за військові заслуги у воєнний час. Коли нагороджений отримав нагороду за хоробрість або бойові заслуги на полі бою, вона дорівнювалася прусському Залізному хресту.

## Опис
Нагорода виконана у вигляді срібного тамплієрського хреста, покритого червоною емаллю. В центрі нагороди - круг із гербом відповідного міста. Хрести також відрізнялись кількістю смуг на орденській стрічці - червоних і білих. Реверс кожного хреста був однаковий: не покритий емаллю, а в чередині круга напис Für Verdienst im Kriege 1914 (укр. За заслуги у війні 1914).
Хрест носили на лівому боці грудей. Кожна версія Ганзейського Хреста була самостійною нагородою, тому можливе було отримання усіх трьох версій.

## Кількість нагороджених
| Версія хреста | Приблизна кількість нагороджених |
| ------------- | -------------------------------- |
| Гамбург       | 50 000                           |
| Бремен        | 20 000                           |
| Любек         | 8 000 — 10 000                   |

## Відомі нагороджені
Основна стаття: Нагороджені Ганзеським Хрестом.

### Нагороджені трьома хрестами
- Леопольд Баварський
- Рупрехт Баварський
- Макс Бастіан
- Едмунд Вахенфельд
- Вільгельм II
- Вільгельм III
- Бруно фон Мудра
- Карл Август Нергер
- Манфред фон Ріхтгофен
- Людольф фон Услар
- Йозеф Фольттманн
- Людвіг фон Шредер (адмірал)

### Бремен
- Фелікс фон Ботмер
- Ральф Веннінгер
- Адальберт Фердинанд Прусський
- Людвіг фон Шредер (генерал)

### Гамбург
- Лотар фон Арно де ла Пер'єр
- Карл фон Бюлов
- Ральф Веннінгер
- Вальтер фон Зейдліц-Курцбах
- Макс Іммельманн
- Вільгельм Ріттер фон Лееб
- Евальд фон Кляйст
- Еріх фон Манштайн
- Айтель Фрідріх Прусський
- Оскар Прусський
- Вальтер фон Райхенау
- Отто Раш
- Ернст Тельман
- Людвіг фон Шредер (генерал)

### Любек
- Фелікс фон Ботмер
- Гельмут Вайдлінг
- Густав Кізеріцкі
- Йоахім Прусський

## Галерея

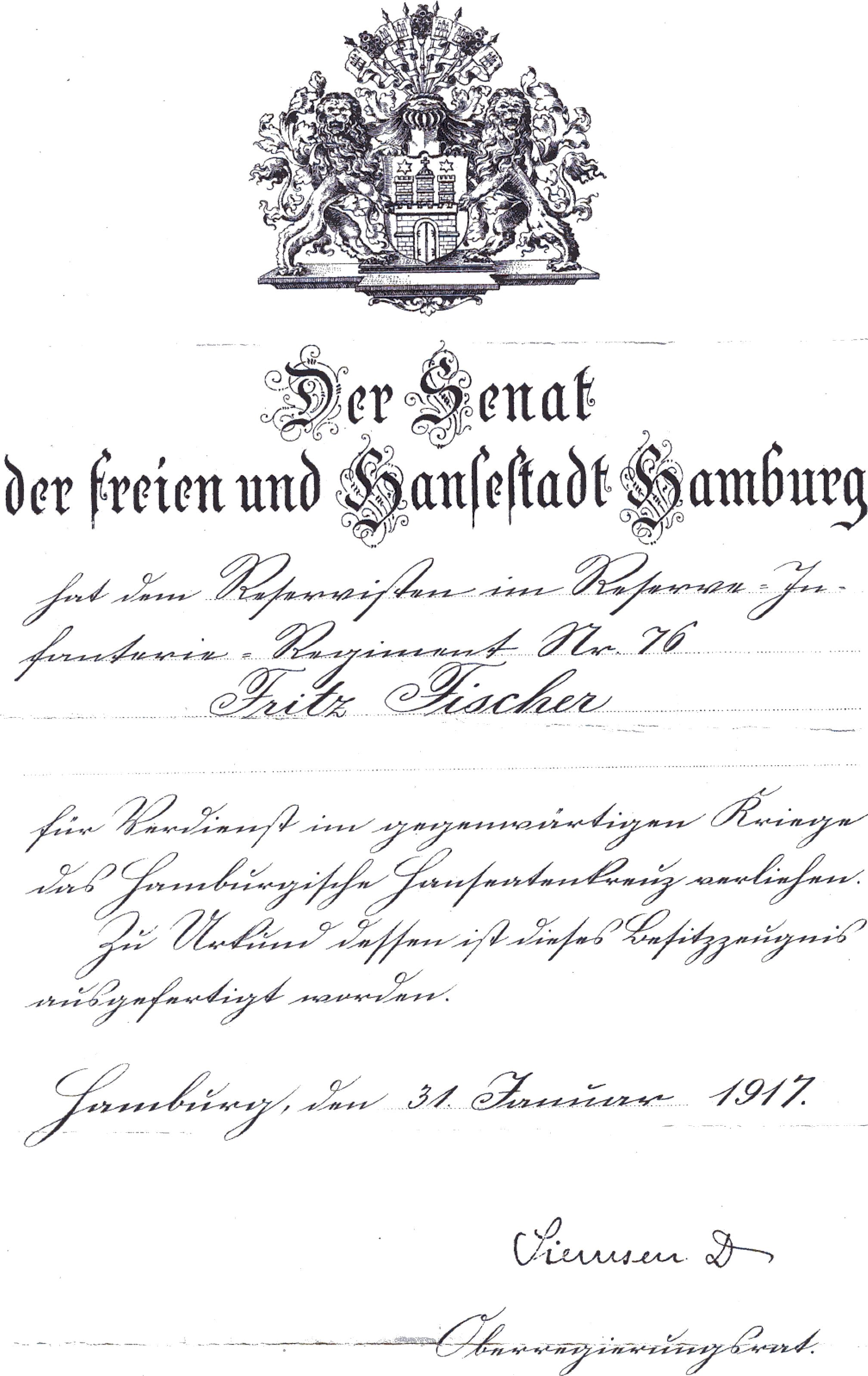
Нагородний сертифікат до гамбурзького Ганзейського Хреста.
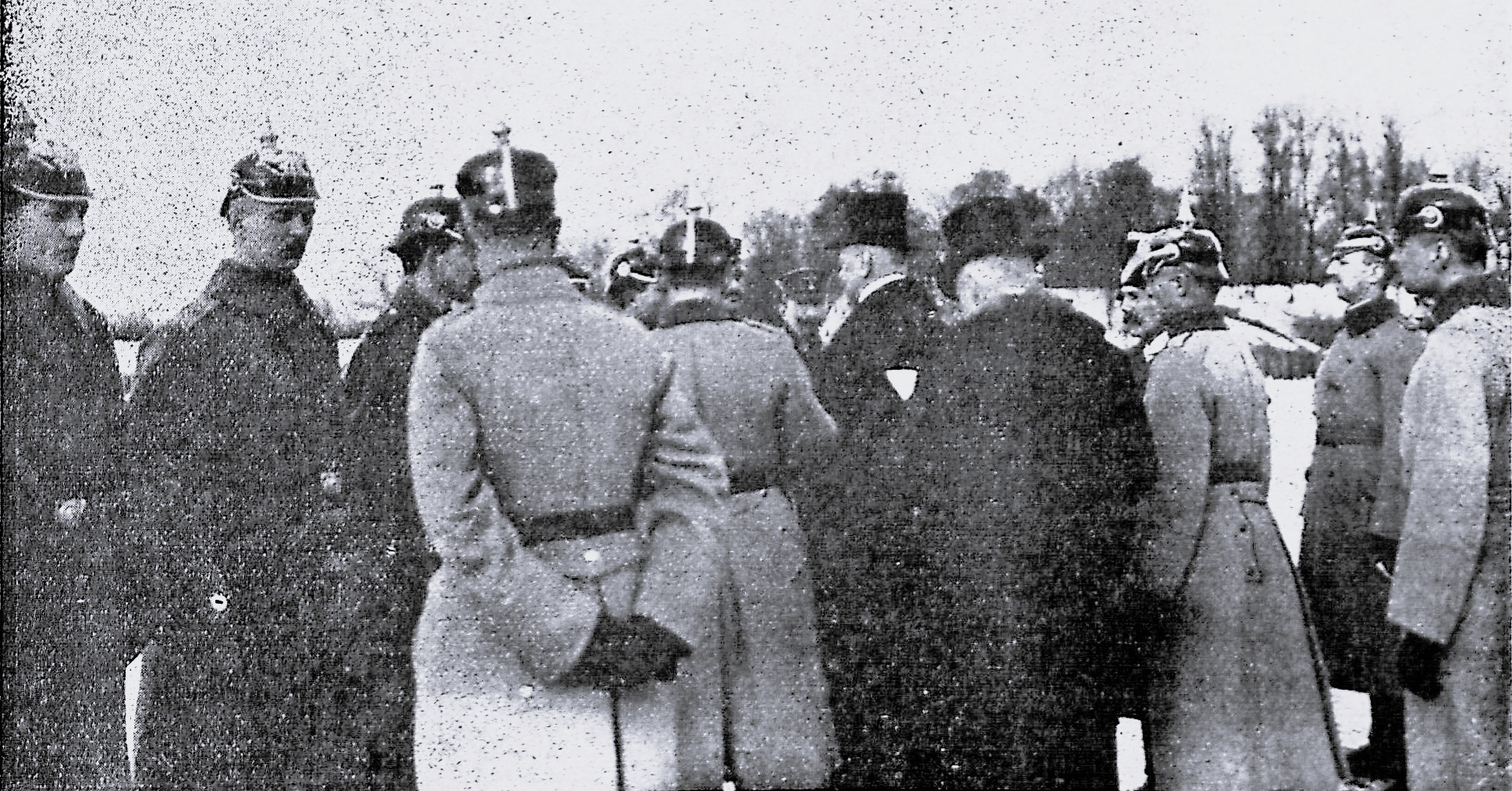
Бургомістр Любека Еміль Фелінг нагороджує «гідних воїнів» Ганзейським Хрестом (27 січня 1917).
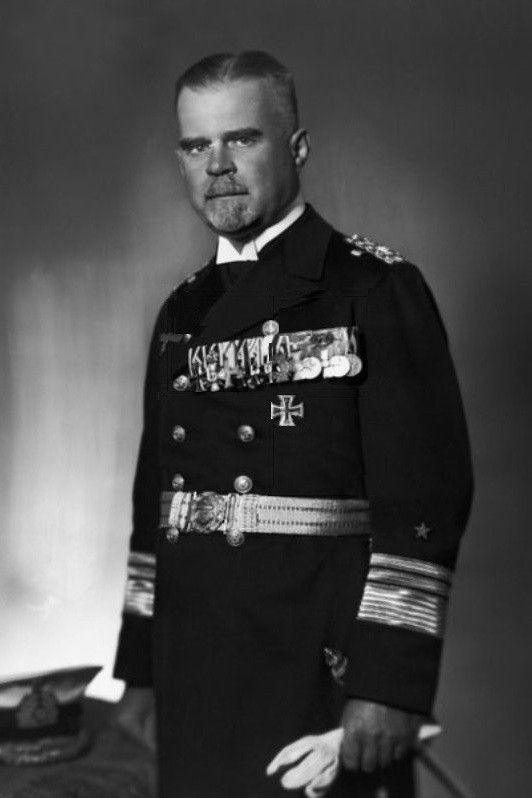
Адмірал Макс Бастіан з трьома Ганзейськими Хрестами на грудях (2 січня 1943).